# Eublemma griseofimbriata
Eublemma griseofimbriata is een vlinder van de familie van de spinneruilen (Erebidae). De wetenschappelijke naam van deze soort is voor het eerst voorgesteld door Max Gaede in een publicatie uit 1935.
De soort komt voor in Namibië en Zuid-Afrika.